# Thinking 'Bout You
Thinking 'Bout You is een nummer van de Britse zangeres Dua Lipa uit 2017. Het werd uitgebracht als promotiesingle van haar titelloze debuutalbum, en was de zesde single van dat album.
"Thinking 'Bout You" is een rustig, akoestisch nummer waarin de ik-figuur zingt hoe ze helemaal in de war is vanwege haar verliefdheid. Lipa schreef het nummer op 17-jarige leeftijd. De single bereikte geen hitparades in Lipa's thuisland het Verenigd Koninkrijk, maar bereikte wel een 6e positie in de Vlaamse Tipparade. 
De zangeres promootte het nummer tijdens live optredens bij de Amerikaanse zender NPR, Jimmy Kimmel en de Deutsche Radiopreis. Het nummer stond ook op de setlist van de Hotter than Hell Tour en The Self-Titled Tour. 